# Cessna 750 Citation X
Il Cessna 750 Citation X è un Business jet medio a lungo raggio costruito da Cessna. Il Citation X è il più veloce aeromobile della sua categoria, con una velocità che raggiunge Mach 0.935 (1050 km/h). Il Citation X è spinto da due motori turboventola Rolls-Royce plc.

## Storia del progetto
La creazione del Citation X fu annunciata per la prima volta ad una convention a New Orleans nell'Ottobre del 1990. Il prototipo volò la prima volta il 21 dicembre 1993.

Il primo Citation X in commercio fu comprato da Arnold Palmer, un golfista da lungo tempo cliente Cessna.

Nel 2010 la Cessna ha migliorato ulteriormente il Citation X con un prototipo che è volato per la prima volta nel dicembre 2010.

## Tecnica

### Struttura
Durante la progettazione del Citation X una particolare attenzione è stata applicata per ridurre al minimo la resistenza aerodinamica del velivolo, conformando anche la fusoliera secondo i dettami della regola delle aree per rendere più efficiente il volo in condizioni transoniche.
L'ala del Citation X è stata inoltre posizionata sotto alla fusoliera, e non passante attraverso essa, in modo da lasciare maggior spazio interno e permettere la costruzione di un'ala monopezzo, il che semplifica la connessione alla fusoliera.

### Motori
Il Citation X è dotato di due Rolls-Royce AE 3007 C1, che forniscono una spinta 30 kN ciascuno; è la prima volta che un aereo Cessna viene dotato di motori Rolls-Royce.
Il motore ha pale in titanio e una turbina a tre stadi a bassa pressione, con un rapporto di diluizione di 5 a 1, per contenere le emissioni acustiche e il consumo di combustibile.

### Strumentazione
I Glass cockpit sono prodotti da Honeywell; è presente un duplice sistema di navigazione GPS.

### Velocità
Il Cessna 750 Citation X, con la velocità massima raggiunta di Mach 0,935 (fonte?), è il più veloce aereo civile attivo, poiché il Concorde e il Tupolev Tu-144 non sono più operativi.

## Utilizzatori
I principali utilizzatori del 750 Citation X sono privati, grandi aziende ed operatori charter.